# Сезон тихоокеанських тайфунів 2012

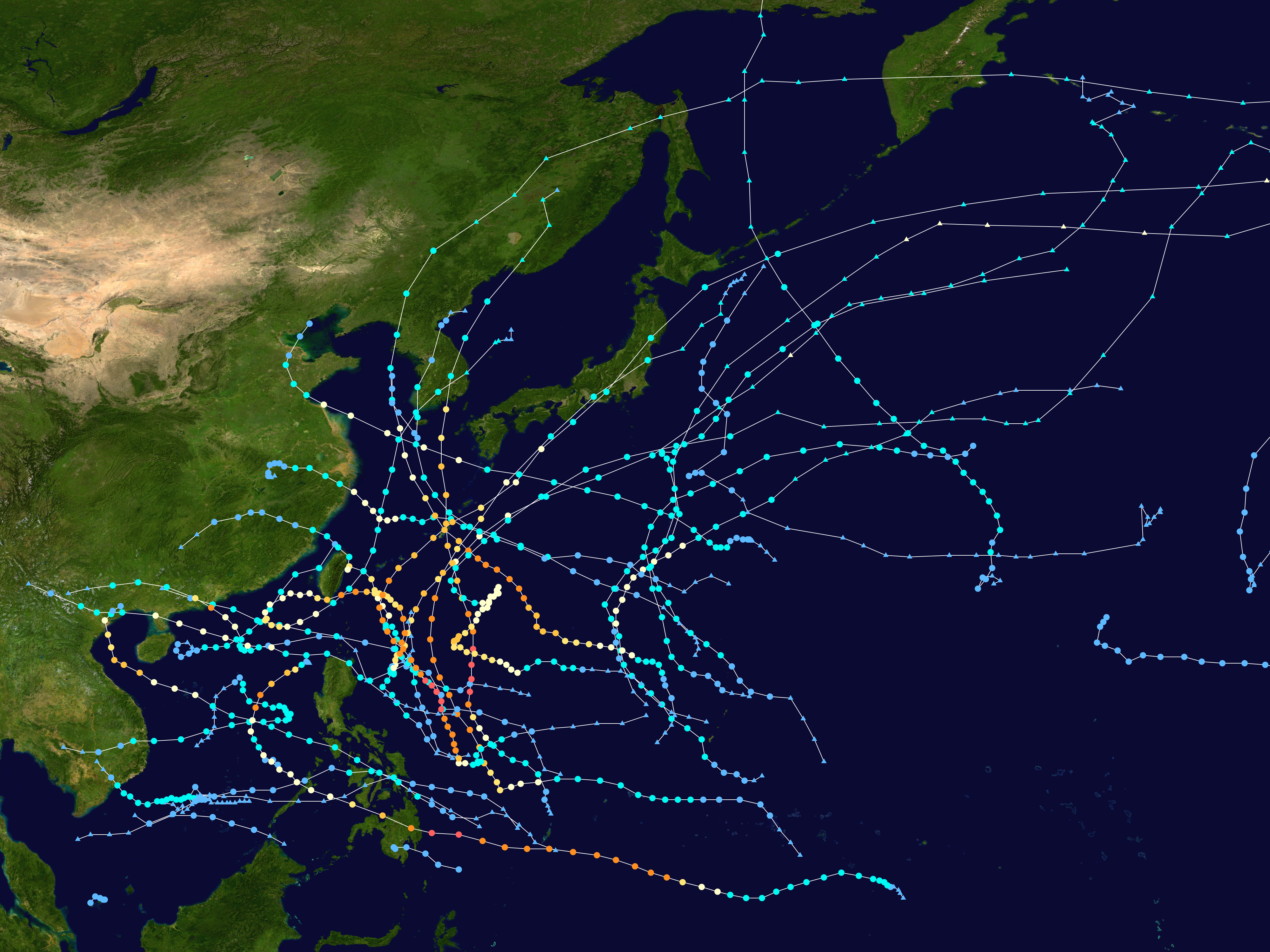
Сезон тихоокеанських тайфунів 2012

Сезон тихоокеанських тайфунів 2012 — тривала метеорологічна подія, протягом якої за календарний 2012 рік утворилася певна кількість тропічних циклонів різної потужності. Переважна більшість тропічних циклонів у Тихому океані утворюються на захід від лінії зміни дат та на північ від екватора у період з травня по листопад. Тропічні циклони Тихого океану називають тайфунами. До сезону тихоокеанських тайфунів відносяться тропічні циклони, що утворюються від 180 градуса східної довготи.
У північно-східній частині Тихого океану існує дві метеорологічні установи, які присвоюють циклонам імена, тож той самий тайфун часто має дві різні назви. Метеорологічне управління Японії (JMA) присвоює тайфуну назву у тому разі, коли у будь-якій точці північно-західної частини Тихого океану фіксується принаймні десятихвилинна швидкість вітру від 35 вузлів (тобто близько 65 км/год). Філіппінське управління атмосферних, геофізичних і астрономічних служб (PAGASA) присвоює назви тропічним зонам низького тиску у тому разі, коли вони утворюються у межах його зони відповідальності або просуваються в цьому напрямку. Зона відповідальності приблизно розташована між 115° та 135° східної довготи і 5° та 25° північної широти. PAGASA присвоює свою назву тайфуну і в тому разі, якщо він вже названий японським управлінням. Тропічні зони низького тиску, які спостерігає американський Об'єднаний центр попередження про тайфуни, одержують номер з суфіксом W.

## Підсумок сезону тайфунів 2012
| Назва             | Дата                    | Категорія на піку інтенсивності | 10-хвилинний пік стійких вітрів | Тиск                  | Зона поширення                                              | Збитки (в даларах США) | Загиблі | Посилання            |
| ----------------- | ----------------------- | ------------------------------- | ------------------------------- | --------------------- | ----------------------------------------------------------- | ---------------------- | ------- | -------------------- |
| Тропічна депресія | 1 січня                 | Тропічна депресія               | 045 !                           | 1008 hPa (29.77 inHg) | Малайзія                                                    | 0                      | 0       |                      |
| Тропічна депресія | 13 – 14 січня           | Тропічна депресія               | 045 !                           | 1006 hPa (29.71 inHg) | Малайзія                                                    | 0                      | 0       |                      |
| 01W               | 17 – 20 лютого          | Тропічна депресія               | 55 км/год (35 mph)              | 1004 hPa (29.65 inHg) | Філіппіни                                                   | 1000 000 $             | 2       | [ 2 ]                |
| Пахар             | 26 березня – 2 квітня   | Тропічний шторм                 | 75 км/год (45 mph)              | 998 hPa (29.47 inHg)  | Філіппіни, В'єтнам, Камбоджа                                | 0                      | 9       | [ 3 ] [ 4 ] [ 5 ]    |
| Тропічна депресія | 8 – 11 квітня           | Тропічна депресія               | 55 км/год (35 mph)              | 1004 hPa (29.65 inHg) |                                                             | 0                      | 0       |                      |
| Тропічна депресія | 28 – 30 квітня          | Тропічна депресія               | Not specified                   | 1008 hPa (29.77 inHg) | Палау, Філіппіни                                            | 0                      | 0       |                      |
| Санву             | 20 – 27 травня          | Жорстокий тропічний шторм       | 110 км/год (70 mph)             | 975 hPa (28.79 inHg)  | Гуам, Північні Маріанські острови, Японія                   | 20000 $                | 0       | [ 6 ]                |
| Мавар (Амбо)      | 31 травня – 6 червня    | Тайфун                          | 140 км/год (85 mph)             | 960 hPa (28.35 inHg)  | Філіппіни, Японія                                           | 0                      | 3       | [ 7 ]                |
| Гучол (Бутчой)    | 10 – 20 червня          | Тайфун                          | 185 км/год (115 mph)            | 930 hPa (27.46 inHg)  | Мікронезія, Філіппіни, Японія                               | 100 000 000 $          | 3       | [ 8 ] [ 9 ]          |
| Талім (Каріна)    | 16 – 21 червня          | Жорстокий тропічний шторм       | 95 км/год (60 mph)              | 985 hPa (29.09 inHg)  | Гонконг, Макао, Китай, Тайвань                              | 24 860 000 $           | 1       | [ 10 ] [ 11 ]        |
| Доксурі (Діндо)   | 25 – 30 червня          | Тропічний шторм                 | 75 км/год (45 mph)              | 992 hPa (29.29 inHg)  | Філіппіни, Тайвань, Гонконг, Макао, Китай                   | 418 000 $              | 0 None  | [ 12 ]               |
| Тропічна депресія | 30 червня – 4 липня     | Тропічна депресія               | Not specified                   | 1006 hPa (29.71 inHg) | Філіппіни                                                   | 0                      | 2       |                      |
| Ханун (Ентенг)    | 14 – 19 липня           | Жорстокий тропічний шторм       | 95 км/год (60 mph)              | 985 hPa (29.09 inHg)  | Японія, Корейський півострів                                | 11 400 000 $           | 89      | [ 13 ]               |
| Вісенте (Ферді)   | 18 – 25 липня           | Тайфун                          | 150 км/год (90 mph)             | 950 hPa (28.05 inHg)  | Філіппіни, Гонконг, Макао, Китай, В'єтнам, Лаос, Бірма      | 63 000 000 $           | 15      |                      |
| Саола (Дженер)    | 26 липня – 4 серпня     | Тайфун                          | 130 км/год (80 mph)             | 960 hPa (28.35 inHg)  | Філіппіни, Тайвань, Японія, Китай                           | 160 740 000 $          | 82      | [ 14 ] [ 15 ] [ 16 ] |
| Демрі             | 27 липня – 4 серпня     | Тайфун                          | 130 км/год (80 mph)             | 965 hPa (28.50 inHg)  | Японія, Південна Корея, Китай                               | 635 600 000 $          | 14      | [ 17 ] [ 18 ]        |
| Гайкуї            | 1 – 11 серпня           | Тайфун                          | 130 км/год (75 mph)             | 965 hPa (28.50 inHg)  | Японія, Філіппіни, Китай                                    | 2090 000 000 $         | 105     | [ 19 ] [ 20 ] [ 21 ] |
| Кірогі            | 3 – 10 серпня           | Жорстокий тропічний шторм       | 95 км/год (60 mph)              | 990 hPa (29.23 inHg)  | Японія, Росія                                               | 0                      | 0       |                      |
| Тропічна депресія | 9 – 11 серпня           | Тропічна депресія               | Not specified                   | 1008 hPa (29.77 inHg) |                                                             | 0                      | 0       |                      |
| Кай-Так (Гелен)   | 12 – 18 серпня          | Тайфун                          | 120 км/год (75 mph)             | 970 hPa (28.64 inHg)  | Філіппіни, Китай, Гонконг, Макао, В'єтнам, Лаос             | 262 350 000 $          | 40      | [ 22 ] [ 23 ] [ 24 ] |
| Тембін (Ігме)     | 17 – 30 серпня          | Тайфун                          | 150 км/год (90 mph)             | 950 hPa (28.05 inHg)  | Філіппіни, Китай, Південна Корея, Японія                    | 8 250 000 $            | 10      | [ 25 ] [ 26 ] [ 27 ] |
| Болавен (Джуліан) | 19 – 29 серпня          | Тайфун                          | 185 км/год (115 mph)            | 910 hPa (26.87 inHg)  | Японія, Китай, Корейський півострів, Росія                  | 475 000 000 $          | 88      | [ 28 ] [ 29 ]        |
| Тропічна депресія | 23 – 25 серпня          | Тропічна депресія               | немає даних                     | 1008 hPa (29.77 inHg) | Корейський півострів                                        | 0                      | 0       |                      |
| Санба (Карен)     | 10 – 18 вересня         | Тайфун                          | 205 км/год (125 mph)            | 900 hPa (26.58 inHg)  | Палау, Японія, Південна Корея, Північна Корея, Китай, Росія | 378 800 000 $          | 6       |                      |
| Тропічна депресія | 10 – 13 вересня         | Тропічна депресія               | 55 км/год (35 mph)              | 1006 hPa (29.71 inHg) | Японія                                                      | 0                      | 0       |                      |
| Джелават (Лавін)  | 20 вересня – 1 жовтня   | Тайфун                          | 205 км/год (125 mph)            | 905 hPa (26.72 inHg)  | Філіппіни, Тайвань, Японія, Росія                           | 27 400 000 $           | 2       |                      |
| Евініар           | 23 – 30 вересня         | Жорстокий тропічний шторм       | 95 км/год (60 mph)              | 985 hPa (29.09 inHg)  | Японія                                                      | 0                      | 0       |                      |
| Маліксі           | 29 вересня – 4 жовтня   | Жорстокий тропічний шторм       | 95 км/год (60 mph)              | 985 hPa (29.09 inHg)  | Гуам, Північні Маріанські осторви, Японія                   | 0                      | 0       |                      |
| Гемі (Марсе)      | 29 вересня – 7 жовтня   | Жорстокий тропічний шторм       | 95 км/год (60 mph)              | 990 hPa (29.23 inHg)  | Філіппіни, В'єтнам                                          | 0                      | 0       |                      |
| Прапірун (Ніна)   | 5 – 19 жовтня           | Тайфун                          | 165 км/год (105 mph)            | 940 hPa (27.76 inHg)  | Гуам, Японія                                                | 0                      | 0       |                      |
| Марія             | 13 – 20 жовтня          | Жорстокий тропічний шторм       | 95 км/год (60 mph)              | 990 hPa (29.23 inHg)  | Північні Маріанські острови, Японія                         | 0                      | 0       |                      |
| Сон-Тінг (Офел)   | 21 – 30 жовтня          | Тайфун                          | 155 км/год (100 mph)            | 945 hPa (27.91 inHg)  | Палау, Філіппіни, Китай, В'єтнам                            | 18 400 000 $           | 35      |                      |
| 25W               | 12 – 15 листопада       | Тропічна депресія               | 55 км/год (35 mph)              | 1004 hPa (29.65 inHg) | Малайзія, В'єтнам                                           | 0                      | 0       |                      |
| Бофа (Пабло)      | 25 листопада – 9 грудня | Тайфун                          | 185 км/год (115 mph)            | 930 hPa (27.46 inHg)  | Мікронезія, Палау, Філіппіни                                | 173 803 545 $          | 714     | [ 30 ]               |